# Меморіал Карлоса Торре

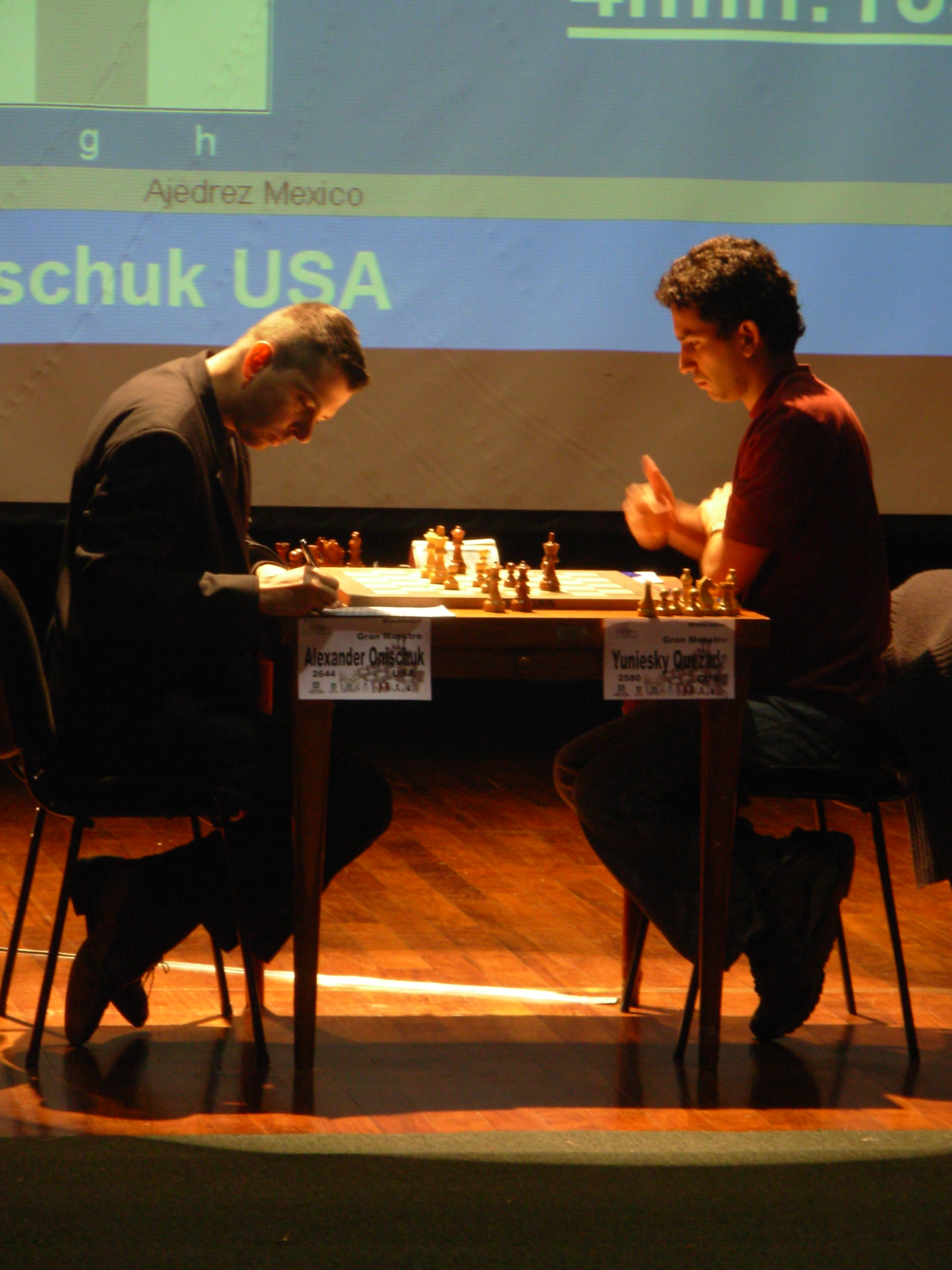
Мерида 2008, фінал — Олександр Оніщук — Юнеський Квезада Перез.

Меморіал Карлоса Торре — щорічний шаховий турнір на честь відомого шахіста Карлоса Торре (1905–1978).
Він проводиться в місті Мерида (Мексика). Уперше відбувся 1987 року й відтоді перетворився на сильний міжнародний турнір.

## Переможці
| #  | рік  | Переможець                           |
| -- | ---- | ------------------------------------ |
| 1  | 1987 | Роберто Мартін дель Кампо (Мексика)  |
| 2  | 1989 | Марсель Сіснієга Кампбель (Мексика)  |
| 3  | 1990 | Марсель Сіснієга Кампбель (Мексика)  |
| 4  | 1991 | Марсель Сіснієга Кампбель (Мексика)  |
| 5  | 1992 | Гільберто Ернандес Герреро (Мексика) |
| 6  | 1993 | Гільберто Ернандес Герреро (Мексика) |
| 7  | 1994 | Гільдардо Гарсія (Колумбія)          |
| 8  | 1995 | Гільберто Ернандес Герреро (Мексика) |
| 9  | 1996 | Роберто Мартін дель Кампо (Мексика)  |
| 10 | 1997 | Хесус Ногейрас (Куба)                |
| 11 | 1998 | Ларрі Крістіансен (США)              |
| 12 | 1999 | Антоні Майлс (Англія)                |
| 13 | 2000 | Валерій Філіппов (Росія)             |
| 14 | 2001 | Леньєр Домінгес Перес (Куба)         |
| 15 | 2002 | Валерій Філіппов (Росія)             |
| 16 | 2003 | Юнеський Квезада Перез (Куба)        |
| 17 | 2004 | Василь Іванчук (Україна)             |
| 18 | 2005 | Лазаро Брузон (Куба)                 |
| 19 | 2006 | Василь Іванчук (Україна)             |
| 20 | 2007 | Василь Іванчук (Україна)             |
| 21 | 2008 | Олександр Оніщук (США)               |
| 22 | 2010 | Еміліо Кордова (Перу)                |
| 23 | 2011 | Фідель Корралес Жіменес (Куба)       |
| 24 | 2012 | Аріам Абреу Дельгадо (Куба)          |
| 25 | 2013 | Лазаро Брузон (Куба)                 |
| 26 | 2014 | Лазаро Брузон (Куба)                 |
| 27 | 2015 | Лазаро Брузон (Куба)                 |